# TRIM14
Tripartite motif-containing 14 je protein, kódovaný TRIM14 v lidském genomu. Patří do TRIM rodiny proteinů, které na svém N-konci obsahují TRIM motif. TRIM14 nemá RING doménu v rámci TRIM motifu a tak ztrácí funkční schopnost ubiquitinace proteinů v eukaryotických buňkách. Oproti tomu, PRYSPRY doména na C-konci řadí TRIM14 do evolučně mladší skupiny TRIM proteinů, které jsou zapojeny do regulace přirozené imunity . V buňce je lokalizovaný v cytoplasmě a jádře.  

## Funkce
TRIM14 hraje roli v buněčné proliferaci, diferenciaci, morfogenesi, autogafii a také zahájení protivirové imunitní reakce buňkami přirozené imunity. 
Zvýšená exprese TRIM14 v myších embryonálních kmenových buňkách (mESC) vede ke zvýšení exprese několika genů (hsp90ab1, prr13, pu.1, tnfrsf13c (baff-r), tnfrsf13b (taci), hlx1, hbp1, junb and pdgfrb). Většina těchto genů se účastí diferenciace embryonálních buněk do mesodermální vrstvy. Zvýšená exprese byla u stejných genů také zjištěna v lidských embryonálních buňkách ledvin 293 (HEK293), kromě hlx1, hbp1, junb and pdgfrb. TRIM14 tedy reguluje genovou expresi v různých buněčných typech universálním mechanismem, a to interakcí s transkripčními faktory , což je známé pro TRIM rodinu proteinů . Myší homolog TRIM14, Pub protein, interaguje s transkripčním faktorem PU.1 (SPI1) a inhibuje jeho aktivitu . PU.1 je důležitý transkripční faktor pro proliferaci a diferenciaci myeloidních buněk a B lymfocytů . TRIM14 (Pub) je tedy také asociován s regulací vývoje buněk imunitního systému.  
HEK293 buňky transfekované TRIM14 dále vykazují zvýšenou transkripci 18 genů (ifna, il6 (ifnb2), isg15, raf-1, NF-kB (nf-kb1, rela, nf-kb2, relb), grb2, grb3-3, traf3ip2, junB, c-myb, pu.1, akt1, tyk2, erk2, mek2), které jsou důležité pro zahájení antivirové odpovědi přirozenou imunitou. Ve virem infikovaných buňkách TRIM14 zamezuje replikaci Sindbis viru  a jeho vliv na replikaci RNA virů byl popsán i v několika dalších případech . Navíc jeho exprese je zvýšená ve virem infikovaných tkáních . Pro TRIM14 deficitní myši je infekce herpes simplex virem (HSV) letální .
TRIM14 inhibuje také selektivní autofagickou degradaci cytoplasmatického DNA sensoru cGAS. Za normálních podmínek je cGAS modifikován K48-polyubiquitinovým řetězcem, dochází k jeho degradaci v autofagosomu a protivirová odpověď IFN typu I je utlumena. Indukcí TRIM14 dojde k aktivaci USP14, který pak odštěpí polyubiquitinový řetězec z cGAS senzoru, stabilizuje ho a antivirová odpověď zprostředkovaná IFN typu I signalizací je aktivována. IFN typu I pak stále podporují produkci TRIM14 a dochází tak k pozitivní regulaci mezi IFN I a TRIM14 .

## Exprese
mRNA pro TRIM14 je přítomna v mnoha orgánech, zejména v orgánech, kde je velké množství imunitních buněk (slezina, lymfatické uzliny, gastrointestinální trakt,…).